# Röhrentruper Rezess
Der Röhrentruper Rezess ist ein Vergleich vom 22. August 1617 zwischen Simon VII., Graf zur Lippe, und der Stadt Lemgo. Diesem Rezess waren jahrelange Streitigkeiten um Glaubensfragen vorausgegangen, die sogar fast einen Krieg ausgelöst hätten. Namensgebend ist das Gut Röhrentrup, auf dem die entscheidenden Verhandlungen stattfanden.

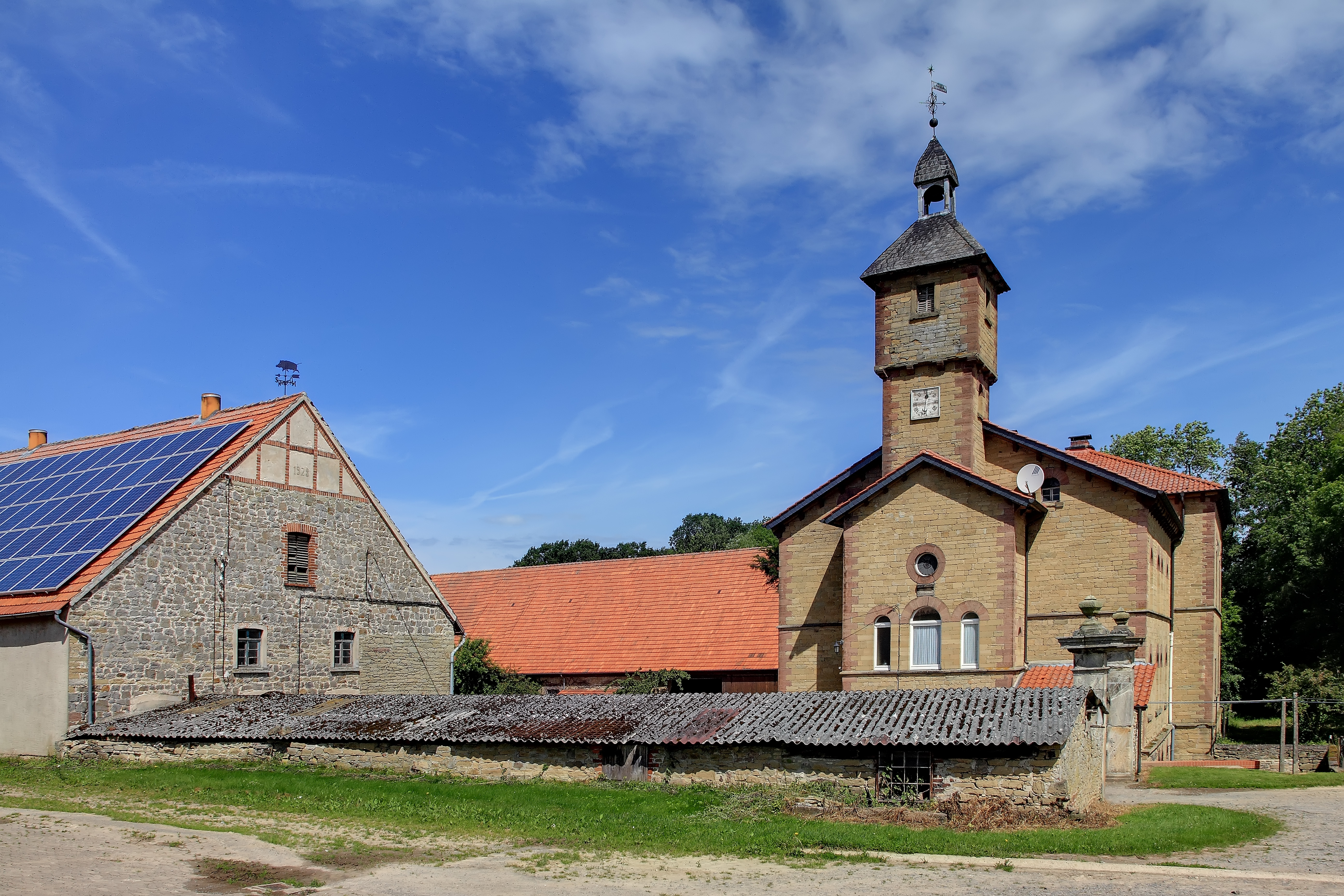
Gut Röhrentrup

## Geschichtlicher Hintergrund
Lemgo entwickelte sich damals neben Lippstadt zu einem Zentrum der Reformation in Westfalen. Bereits im Jahr 1518 wurden Luthers Thesen vom späteren Bürgermeister Ernst von Wipper, dem Priester Heinrich Tönjesing und dem Konrektor Heinrich von Hameln von der Kanzel verlesen und einige Jahre später wurden vor und nach der Messe deutsche anstatt lateinische Lieder gesungen. 1526 wurde sogar die Fastenzeit missachtet und die Gläubigen verstießen mit einem unzeitlichen Fleischesessen gegen das Gebot.
Diese Vorgänge veranlassten den empörten Simon V., die unbotmäßigen Lemgoer Bürger vor weiteren Untaten zu warnen. Er verlangte ebenfalls, 24 evangelische Männer aus dem Lemgoer Stadtrat zu entlassen, aber diese Forderung wurde abgelehnt. Es kam zu Unruhen und Gewalttaten, katholische Geistliche wurden auf der Straße beschimpft und sogar misshandelt. Der Magistrat persönlich warnte den Kaplan, das Kloster zu verlassen oder er würde totgeschlagen. Aus der Nikolaikirche holten Protestanten 1532 mehrere Bilder und Leuchter und zerstörten sie auf dem Marktplatz aus Verachtung gegen die Papistischen Gräuel der Bilderverehrung. Außerdem kam es zu Übergriffen auf das Franziskanerkloster.
Der zur Milde und Versöhnung neigende Landesherr verlor die Geduld und wollte nun militärisch gegen die Aufrührer vorgehen, ein Plan, der von der Vormundschaftlichen Regierung unter dem Lehnsherrn Philipp I. von Hessen vereitelt wurde. 1536 starb Simon V. und den unmündigen Nachfolger, Bernhard VIII., ließ Philipp im evangelischen Sinn am Marburger Hof erziehen. Damit hatte sich die Reformation in Lippe durchgesetzt.

## Luther oder Calvin
Kaum hatten die Protestanten die katholischen Zeremonien im Gottesdienst abgeschafft, gab es untereinander neuen Streit über die Kirchenordnung. In der Grafschaft Lippe versuchte Simon VI., das calvinistische Bekenntnis einzuführen und traf besonders bei den Lemgoer Bürgern auf heftigen Widerstand, der zu einem zehnjährigen Streit zwischen dem Landesherrn und der damals größten Stadt in Lippe führte. Der Graf war zu der Überzeugung gelangt, dem lutherischen Gottesdienst haftete noch eine Reihe katholischer Rituale an. Es gab Tumulte und heftige Angriffe auf die Pastoren, die den Gottesdienst nach der neuen Lehre abhielten. Die Lemgoer waren fest entschlossen, den lutherischen Glauben, sogar mit Waffengewalt, gegen den Landesherrn durchzusetzen. Simon dagegen nahm das Episkopalrecht Cuius regio, eius religio in Anspruch, nach dem ihm die Untertanen in Glaubensfragen zu folgen hatten.
Bis zum Jahr 1613 wurden zehn Prozesse von der Stadt Lemgo gegen den Landesherrn vor dem Reichskammergericht geführt. Simon VI. verhängte Verkehrsperren über Lemgo, durch die der Handel der Stadt lahmgelegt wurde. Schließlich gab die widerspenstige Stadt nach und im sogenannten Pfingstvertrag von 1609 wurden sämtliche lutherischen Prediger zu christlicher Reformation und angeordneten Zeremonien bei Androhung der Entlassung verpflichtet. Es gab ein Versöhnungsfest vor dem Lemgoer Rathaus, zu dem auch Graf Simon nebst Familie und Gefolge erschien.
Doch der Frieden dauerte nur kurze Zeit und es kam am 3. September 1609 zu wüsten Tumulten und Ausschreitungen, die von besonnenen Bürgern missbilligt wurden. Lemgo erwartete eine militärische Aktion des Grafen, vorsorglich wurden die Wälle und Bastionen der Stadt verstärkt und die fünf größten Kanonen auf das Schloss Brake gerichtet, in dem der Graf residierte. Außerdem verstärkte man die städtische Miliz mit angeworbenen Söldnern. Der Graf hatte insgesamt 750 Soldaten und etwa 700 zusätzlich angeworbene Truppen zur Verfügung. Er ließ von Detmold her Kanonen nach Brake schaffen und war fest entschlossen, die rebellische Stadt mit Waffengewalt zu bezwingen. In der Stadt befanden sich jedoch gräfliche Beamte mit ihren Familien, die er in Gefahr gebracht hätte. Außerdem scheute er sich, den vom Kaiser Rudolf II. ausgerufenen Landfrieden zu brechen.

## Der Vergleich
Was er mit Waffengewalt nicht hatte durchsetzen können, versuchte Simon VI. nun mit einer Klage vor dem Reichskammergericht zu Speyer. Auch Lemgo klagte gegen den Grafen wegen Straßensperren, drohender Belagerung und Landfriedensbruch. Lemgo gewann den Prozess und es kam schließlich am 22. August 1617 auf dem Meierhof Röhrentrup zu Verhandlungen zwischen beiden Parteien, in denen die Streitigkeiten beigelegt wurden. Lemgo behielt die freie Religionsausübung nach der Kirchenordnung von 1571, die freie Wahl der Geistlichen und ein eigenes Konsistorium, das dem Detmolder Konsistorium gleichgestellt war. Darüber hinaus wurde der Stadt das Ius gladii ausdrücklich bestätigt, das der Stadtrat bald darauf für die Lemgoer Hexenprozesse missbrauchte.